# Janez Potočnik
Janez Potočnik (Kropa, Eslovènia, 22 de març de 1958) és un polític eslovè que actualment és Comissari Europeu de Medi Ambient, tot i que prèviament havia estat Comissari Europeu de Ciència i Recerca.

## Biografia
Va néixer el 22 de març de 1958 a la població de Kropa, poble que forma part del municipi eslovè de Radovljica i que en aquells moments formava part de Iugoslàvia. Va estudiar economia a la Universitat de Ljubljana, en la qual es va doctorar el 1993.

## Activitat política
Va iniciar la seva carrera com a Director Assistent (1984-1987) i després com a Director (1993-2001) de l'Institut d'Anàlisis Macroeconòmiques i Desenvolupament de Ljubljana.
L'any 2001 fou nomenat membre, com a independent, del Govern del primer ministre d'Eslovènia Janez Drnovšek. En la formació de govern del nou primer ministre Anton Rop l'any 2002 fou nomenat Ministre d'Afers Europeus, càrrec des del qual va conduir amb èxit les negociacions per a l'entrada d'Eslovènia a la Unió Europea, realitzada el maig de 2004.
Aquell any abandonà el govern i fou nomenat membre de la Comissió Barroso, ocupant la cartera responsable de l'Ampliació de la Unió, càrrec que compartí amb Günter Verheugen. En la formació de la Comissió Barroso fou nomenat Comissari Europeu de Ciència i Recerca. Entre altres mesures de la seva administració, els ministres de la Unió Europea van acordar seguir permetent el finançament limitat d'investigació sobre les cèl·lules mare preses d'embrions humans.